# Dovjok, Nemîriv
Dovjok (în ucraineană Довжок) este un sat în comuna Vovciok din raionul Nemîriv, regiunea Vinnița, Ucraina.

## Demografie
Componența lingvistică a localității Dovjok
     Ucraineană (98,81%)
     Alte limbi (0,8%)
Conform recensământului din 2001, majoritatea populației localității Dovjok era vorbitoare de ucraineană (98,81%), existând în minoritate și vorbitori de alte limbi.